# Mesen
Mesen (francès Messines, picard Messène) és un municipi belga de la província de Flandes Occidental a la regió de Flandes. És un dels municipis amb facilitats lingüístiques.

## Evolució demogràfica
- Font:NIS

## Localització

Mapa de Mesen

- a. Wijtschate (Heuvelland)
- b. Warneton (Comines-Warneton)
- c. Ploegsteert (Comines-Warneton)